# نگولتروم بوتان
نگولتروم بوتان (به انگلیسی: Bhutanese ngultrum) (به زبان بومی: ) با کد ایزوی BTN، یکای پول رایج در کشور بوتان است. مسئولیت کنترل این یکای پول برعهدهٔ مرجع پولی بوتان قرار دارد.